# Dikbekpapegaai
De dikbekpapegaai (Tanygnathus megalorynchos) is een papegaai uit het geslacht Tanygnathus die voorkomt in de Filipijnen, Indonesië en Oost-Timor.

## Algemeen
De dikbekpapegaai is een relatief grote papegaai. De beide geslachten ogen identiek. Het vrouwtje is echter wat kleiner dan het mannetje. De dikbekpapegaai heeft een groene kop, onderzijde en bovenkant rug en een geelgroene nekkraag. De onderzijde van de rug en de romp zijn blauw van kleur. De veren op de schouders zijn zwart met groen randen. De vleugelveren zijn zwart met goudgele randen en blauwe uiteinden. De staart is groen met geel. Ze hebben een massieve dikke oranjerode snavel, geelwitte ogen en donkergrijze poten
Deze soort wordt inclusief staart zo'n 41 centimeter en heeft een vleugellengte van 24 centimeter.

## Verspreiding
In Indonesië leeft de soort op enkele plekken op de Molukken en Sulawesi en van de kleine Soenda-eilanden oostwaarts tot aan de eilanden voor de westkust van Nieuw-Guinea. De dikbekpapegaai is in de Filipijnen waargenomen op de eilanden Balut en Sarangani. De laatste waarneming van de dikbekpapegaai in de Filipijnen was echter reeds lang geleden.
De soort telt vijf ondersoorten:
- T. m. megalorynchos: van eilanden ten oosten van Sulawesi tot de Molukken en de Raja Ampat-eilanden.
- T. m. affinis: de zuidelijke Molukken.
- T. m. sumbensis: Soemba.
- T. m. hellmayri: Roti en zuidwestelijk Timor.
- T. m. subaffinis: Babar en de Tanimbar-eilanden.